# The Adventures of Ichabod and Mr. Toad
Cuộc phiêu lưu của Ichabod và Lão Cóc (tiếng Anh: The Adventures of Ichabod and Mr. Toad) là một bộ phim hoạt hình ca nhạc vào năm 1949 sản xuất bởi Walt Disney và phát hành bởi RKO Radio Pictures. Đây là bộ phim thứ 11 trong loạt hoạt hình cổ điển Walt Disney.